# Calisia Kalisz
Miejski Klub Sportowy „Calisia” w Kaliszu (MKS „Calisia”, „Calisia” Kalisz) – wielosekcyjny klub sportowy, który działa w Kaliszu, założony pod nazwą Robotniczy Klub Sportowy OM TUR (RKS OM TUR) przez działaczy socjalistycznej Organizacji Młodzieży Towarzystwa Uniwersytetu Robotniczego (OM TUR).

## Historia

### 1937–1939
W skład pierwszego Zarządu klubu wchodzili: 
- Wiktor Szcześniak - przewodniczący,
- Zygmunt Siciarek - wiceprzewodniczący,
- Józef Cerekwicki - skarbnik,
- Tadeusz Kałużny - sekretarz,
- Jan Karpiński - gospodarz.

Pierwszą utworzoną sekcją była piłka nożna, następnie powstały sekcje lekkiej atletyki i kolarska. Pierwszy mecz piłkarski drużyna TUR rozegrała w dniu 24 kwietnia 1938 z Podoficerskim Klubem Sportowym Kalisz, przegrywając 3:4. Do 20 sierpnia 1939 roku drużyna piłkarska RKS TUR grała i zajmowała wysokie miejsce w C i B klasie łódzkiego POZPN, a po zmianie terytorialnej województw w 1939 roku w poznańskim POZPN. Ogółem rozegrano 46 meczów.

### 1939–1955
W czasie okupacji niemieckiej zawodnicy klubu występowali i organizowali mecze pod szyldem „Drużyna Piłkarska Amatorskiego Klubu Sportowego z ulicy Babina w Kaliszu”, co skończyło się aresztowaniem i deportacją do Niemiec na przymusowe roboty części zawodników. W 1945 roku OM TUR reaktywował działalność jako Klub Sportowy Organizacji Młodzieżowej Towarzystwa Uniwersytetów Robotniczych Kalisz, czyli KS OM TUR Kalisz. Pierwszym prezesem Zarządu klubu po wojnie został Czesław Zimny, wiceprezesem ds. gospodarczych Czesław Jędraszek, wiceprezesem, ds. sportu Marian Wesołowski. Staraniem Zarządu i Prezydenta Miasta Kalisza pana Andrzeja Bonusiaka klub odchodził uroczyście 10-lecie na swoim nowo zbudowanym boisku im. Dubois przy Wałach Jagiellońskich w 1947 roku. Drużyna piłki nożnej poprzez rozgrywki w latach 1945–1947 zdobyła awans do A klasy poznańskiego POZPN.
Klub rozwijał się w błyskawicznym tempie – w 1947 roku posiadał dwie drużyny piłkarskie, tworzył trzecią tzw. „trampkarzy”, powstała sekcja lekkoatletyczna, sekcja ping-ponga i gier sportowych. W wyniku komunistycznej reorganizacji sportu w 1948 roku TUR jako klub PPS został zmuszony do zjednoczenia z milicyjnym klubem „Gwardia” Kalisz. W skład zarządu klubu weszli Stanisław Szypulski z UB - prezes, M. Zalewski z UB wiceprezes, Adam Rachwalski z MO, Józef Gola z MO, i Czesław Zimny już jako wiceprezes. Uchwalono, iż połączone kluby przyjmą nazwę Zrzeszenia Sportowego „Gwardia”.
Drużyna Gwardii trenowana przez trenera Franciszka Pytla, byłego zawodnika AKS Chorzów reprezentanta Polski, a później przez trenera Wilhelma Grolika, ubiegała się czterokrotnie o wejście do II ligi. W 1951 roku przegrała rywalizację z Polonią Leszno, a w następnym roku z Włókniarzem Andrychów. Awans uzyskała 1953 roku pod wodzą trenera Tadeusza Gwizdały, jednak z powodu reorganizacji II ligi państwowej w Polsce i tym razem w II lidze nie wystartowała. W 1954 roku decydujący mecz o wejście do II ligi ZS Gwardia przegrała ze Stalą Poznań.
W dniu 8 października 1953 roku powstało w Kaliszu Koło Sportowe Start Kalisz nr 239, rok później z ZS Gwardia przeszli do Start zarówno działacze jak i sportowcy, a z nimi drużyna piłki nożnej, występująca teraz jako Start Kalisz pod wodzą trenera Serafina, później zaś trenera Adama Wapiennego, byłego zawodnika Wisły Kraków. W 1955 piłkarze Startu zajęli II miejsce w III lidze.

### 1956–1973
W 1956 roku w październiku na walnym zgromadzeniu Koła Sportowego Start Kalisz z ust Czesława Zimnego padła propozycja zmiany nazwy klubu na Calisia, jednomyślnie przyjęta. Przyjęte i zatwierdzone zostają logo i barwy klubu. Oficjalna nazwa klubu brzmi od tej pory Spółdzielczo Rzemieślniczy Klub Sportowy Calisia-Start Kalisz, używany oficjalny skrót nazwy to SKS Calisia. Powołano nowy zarząd nowego klubu. Stanowili go:
- Czesław Zimny - prezes
- Adam Rachwalski - wiceprezes
- Lucjan Pasik - wiceprezes.
Klubowe legendy z czasów gry w II lidze:
Kazimierz, Zygmunt, Józef Marciniakowie, Zygmunt Sobczak.
W 1956 roku Calisia wygrała rozgrywki V grupy III ligi i kolejny raz uczestniczyła w turnieju o awans do II ligi. Awansu jednak nie wywalczyła. Również w 1956 roku piłkarze Calisii awansowali do półfinału rozgrywek o Puchar Polski. 13 czerwca 1956 roku przegrali w Warszawie 1-7 (1-3) mecz półfinałowy z Legią, która kilkanaście dni później wygrała finał z Górnikiem Zabrze i zdobyła puchar.
W 1957 roku, przy powiększaniu II ligi do dwu 12-zespołowych grup, Calisię dokooptowano do rozgrywek szczebla centralnego. W pierwszym sezonie piłkarze Calisii zajęli V miejsce w tabeli II ligi grupy północnej; taką samą lokatę przyniósł im następny sezon - 1958 (grano wtedy systemem wiosna - jesień). W roku 1959 Calisia była w tabeli II ligi dziewiąta, a w 1960 - ósma. Później nigdy już żadna drużyna kaliska nie zaszła tak wysoko, żadna inna nie była nawet w II lidze.
Drużyna juniorów Calisii zdobyła w 1958 roku mistrzostwo województwa.
W 1961 roku połączono obie grupy II ligi w jedną, złożoną z 18 zespołów. Była w niej również Calisia. Jednak na koniec sezonu 1961 kolejna redukcja II ligi do 16 drużyn przyniosła kaliszanom spadek. Calisia nie sprostała rywalom i po zajęciu 16 miejsca (14 drużyna pozostawała w II lidze) została zdegradowana do III ligi, będącej wówczas ligą wojewódzką. W 1966 roku, kiedy utworzono centralną III ligę, czyli ligę międzywojewódzką, Calisia zakwalifikowała się do niej i grała najpierw w grupie północnej (wielkopolsko-pomorskiej), a później południowej (dolnośląsko-śląskiej), aż do jej likwidacji w 1973 roku, z jednoroczną przerwą.

### 1973–1988
Od sezonu 1973/74 Calisia występowała w lidze wojewódzkiej. Od momentu powstania Kaliskiego OZPN (1976), grała w klasie A, w klasie okręgowej, a także w klasie międzyokręgowej Kalisz-Sieradz. W sezonie 1981/82 wygrała te rozgrywki i awansowała do nowo utworzonej III ligi, jednak po roku spadła do klasy okręgowej, a potem do A klasy. W 1988 roku Calisia zawiesiła sekcję piłki nożnej.

### 1992–2012
Po 4 latach reaktywowano sekcję piłkarską. Klub zaczął od kaliskiej A-klasy, a w 1996 roku awansował do klasy okręgowej. Kolejny progres nastąpił w 2007 roku - awans do IV ligi wielkopolskiej. Wskutek reformy rozgrywek z 2009 roku, piłkarze Calisii ponownie awansowali do III ligi wielkopolsko-kujawsko-pomorskiej. W sezonie 2010/2011 piłkarze awansowali do II ligi (III szczebel rozgrywek). Sezon 2011/2012 Calisia skończyła na 16. miejscu - spadkowym. Klub nie został jednak relegowany na skutek powrotu do I ligi (II szczebel rozgrywek) Polonii Bytom, która zajęła miejsce wycofanego z rozgrywek zaplecza ekstraklasy Ruchu Radzionków. W sezonie 2012/2013 KP Calisia Kalisz zakończył sezon na 9. miejscu w II lidze. W 2014 roku wycofano z rozgrywek sekcje seniorską piłki nożnej.  

## Sukcesy
- 5. miejsce w II lidze (II poziom): 1958
- Puchar Polski:
  - 1/2 finału Pucharu Polski: 1955/1956[3]

## Inne sekcje
Miejski Klub Sportowy Calisia Kalisz prowadził dwie sekcje sportowe: lekkoatletykę i młodzieżową siatkówkę kobiet. W 2013 roku klub został zlikwidowany, a kontynuatorem tradycji został MKS Kalisz.